# Gurtwarner

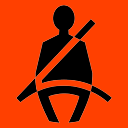
Warnsymbol für nicht angelegte Sicherheitsgurte

Ein Gurtwarner ist eine Sicherheitseinrichtung in Kraftfahrzeugen, die den Fahrer und die Passagiere durch akustische und/oder optische Signale daran erinnert, den Sicherheitsgurt anzulegen. Das System soll die Anschnallquote erhöhen und damit zur Verringerung von Verletzungen und Todesfällen bei Verkehrsunfällen beitragen.

## Funktionsweise
Moderne Gurtwarner bestehen aus mehreren Komponenten:
- Sitzbelegungssensoren erkennen, ob ein Sitz besetzt ist. Diese Sensoren befinden sich meist in der Sitzfläche und messen den ausgeübten Druck.
- Gurtschloss-Sensoren registrieren, ob der Gurt eingesteckt ist. Beim Einstecken der Schlosszunge wird eine Feder heruntergedrückt, wodurch zwei Sensoren aufeinandertreffen und ein Signal senden.
- Eine Steuereinheit vergleicht die Daten der Sitzbelegung mit dem Status der Gurtschlösser.
- Optische und akustische Warneinrichtungen im Armaturenbereich signalisieren, wenn ein besetzter Sitz nicht angeschnallt ist.

Die Warnung wird in der Regel aktiviert, sobald der Motor gestartet wird und eine bestimmte Geschwindigkeit überschritten wird. Sie besteht meist aus einem Warnton und einer Kontrollleuchte im Armaturenbrett.

## Wirksamkeit und Manipulation
Schwedische Verkehrswissenschaftler haben 2013 bei einer Untersuchung in sechs europäischen Großstädten festgestellt, dass Gurtwarner die Anschnallquote durchschnittlich von 85,8 Prozent auf 97,5 Prozent steigern.
Gurtwarner werden als eine Form von Technikpaternalismus angesehen. Zur Umgehung gibt es sogenannte Anti-Gurtwarner, die in das Gurtschloss gesteckt werden und den Alarmton verstummen lassen, ohne dass der Gurt angelegt wird.
Die Unfallforschung der Versicherer (UDV) fordert, dass alle Sitzplätze in Fahrzeugen mit Gurtwarnern ausgestattet werden sollten. Zudem wird gefordert, dass Manipulationen des Gurtwarners technisch verhindert werden müssen. Ziel ist eine hundertprozentige Anschnallquote. In Deutschland sterben pro Jahr 200 Autoinsassen, weil sie keinen Sicherheitsgurt anlegen.